# PSR B1257+12 c
PSR B1257+12 c, anomenat Poltergeist i inicialment conegut com a PSR B1257+12 B, és un planeta extrasolar rocallós, sense atmosfera, que orbita el púlsar PSR B1257+12 a una distància (semieix major) molt propera, semblant a la que separa Mercuri del Sol, amb un període d'uns 66,5 d, seguint una òrbita pràcticament circular. Té una massa d'unes quatre vegades la de la Terra i el seu radi podria ser quasi el doble del de la Terra. És un dels tres exoplanetes que s'han descobert al voltant d'aquest púlsar que està situat a una distància del sistema solar de 710 ± 40 parsecs o 2.300 anys llum, en direcció de la constel·lació de la Verge. Juntament amb PSR B1257+12 b, són els dos primers planetes extrasolars a ser descoberts. Aquest descobriment fou realitzat per Aleksander Wolszczan i Dale Frail el 1992 a partir d'observacions fetes amb el radiotelescopi d'Arecibo (Puerto Rico).

## Descobriment

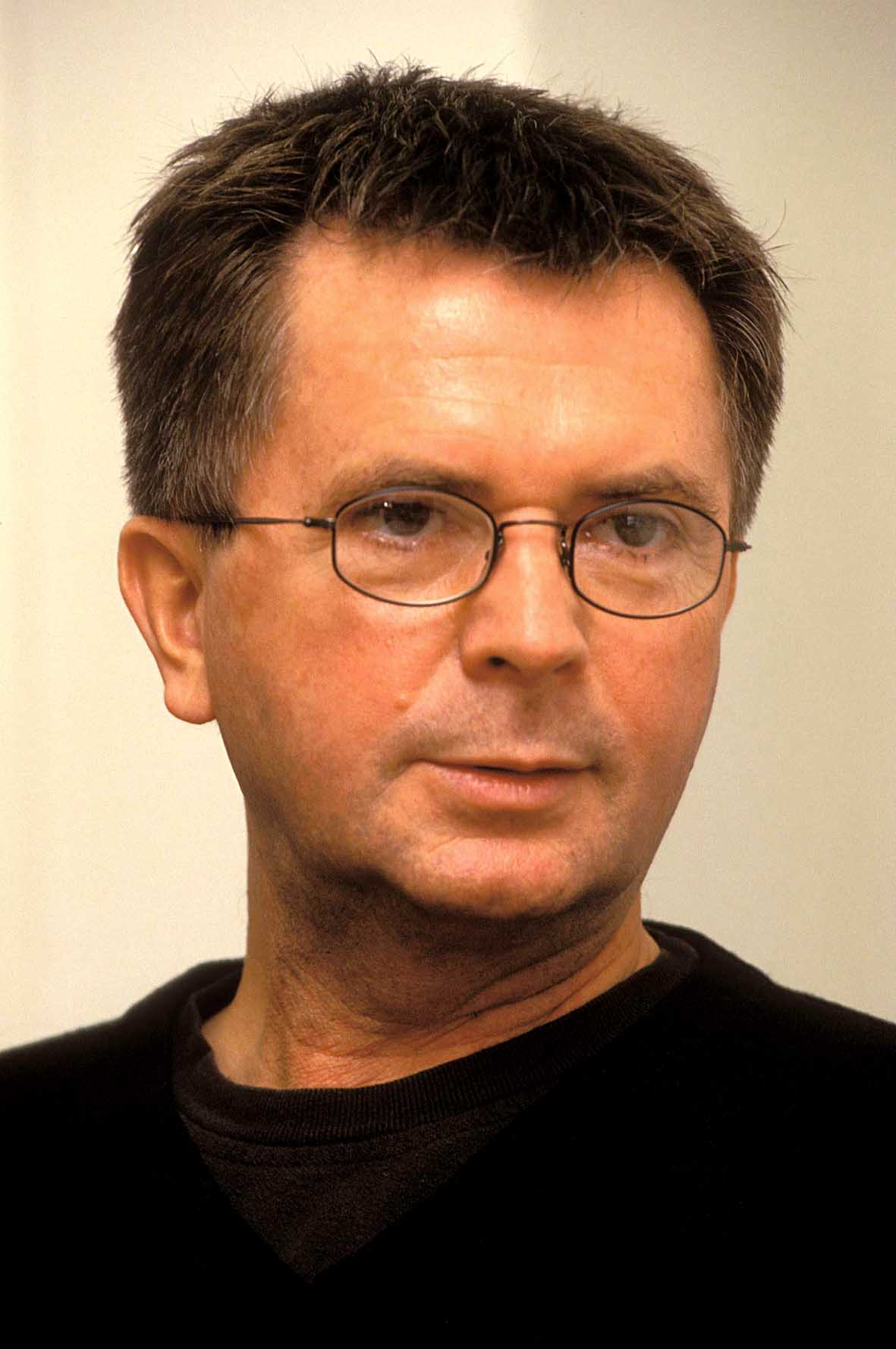
Aleksander Wolszczan el 2007.

El 1990, a l'observatori d'Arecibo de Puerto Rico, l'astrònom polonès Aleksander Wolszczan (1946) descobrí el púlsar PSR B1257+12 emprant el radiotelescopi de 305 m de diàmetre. Un púlsar és un estel de neutrons que es manifesta com a font emissora intermitent d'ones radioelèctriques amb una freqüència característica a causa de la seva ràpida rotació. Una radiació de sincrotró sorgeix en forma de feixos prims des de cadascun dels pols magnètics, que han d'estar orientats cap a la Terra per poder ser detectats. Les lletres «PSR» indiquen que és un púlsar, inicials de l'anglès Pulsating Source of Radio, la «B» indica que les coordenades estan basades en l'època 1950, i «1257+12» representa la seva ascensió recta (12 h 57 m) i declinació (+12°) en el sistema de coordenades celestes.
Dos anys després, amb el canadenc Dale Frail (1961), descobriren que tenia dos planetes orbitant-lo a partir de l'estudi de les variacions dels polsos de radiació emesos d'aquest púlsar. Foren els primers planetes extrasolars descoberts. Aquest descobriment sorprengué molts d'astrònoms que només esperaven trobar exoplanetes al voltant d'estrelles de la seqüència principal. Però la incertesa envoltà el sistema, perquè una suposada detecció d'un planeta anterior al voltant del púlsar PSR 1829-10 hagué de descartar-se per culpa d'errors en els càlculs. El 1994 el mateix Wolszczan descobrí un tercer planeta en el mateix sistema planetari i situat més a prop del púlsar que els altres dos. A més, s'ha detectat que aquest sistema pot tenir un cinturó d'asteroides o un cinturó de Kuiper.

## El sistema PSR B1257+12

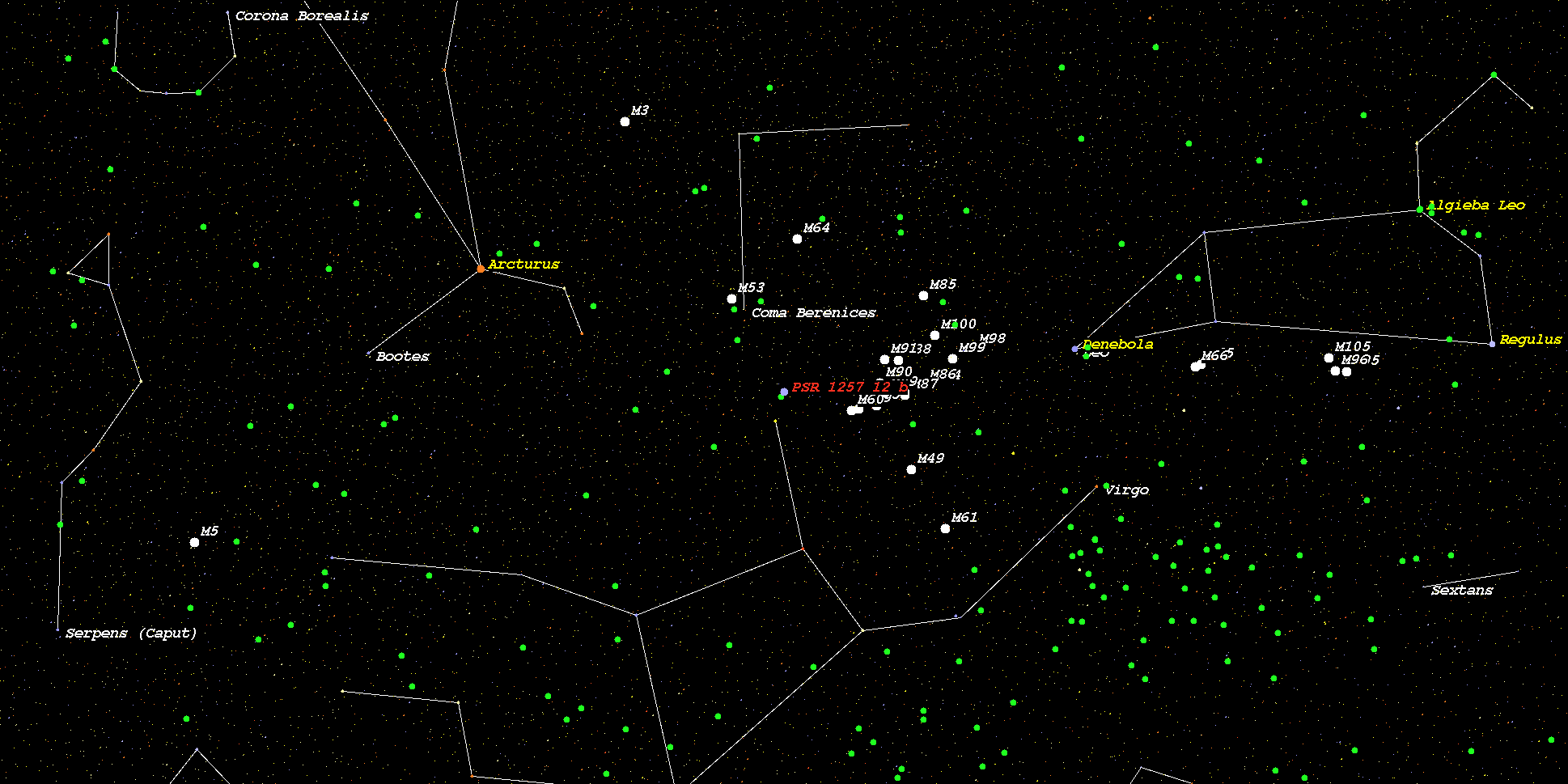
Posició del sistema planetari Lich al cel nocturn.

Els exoplanetes PSR B1257+12 b, c i d foren els primers planetes extrasolars a descobrir-se i també tres dels més estranys. Tot el sistema planetari fou anomenat Lich el 2015 per la IAU (Unió Astronòmica Internacional). El mot «lich» és una supervivència dialectal del sud d'Anglaterra de l'anglès antic «lic» que significa ‘cos, cadàver’, que prové del protogermànic «likow». De fet, Lich és un cementiri, restes del que solia ser un sistema solar normal i funcional abans que l'estrella s’esclatés en una explosió gegant coneguda com a supernova que la transformà en un púlsar (estrella de neutrons que emet radiació periòdica). La massiva onada de xoc de la supernova eliminà qualsevol atmosfera o criatures vives que podrien haver viscut en aquests planetes, deixant enrere petxines fantasmagòriques i rocoses, planetes morts que orbitaven al voltant del cadàver d’una estrella extinta.

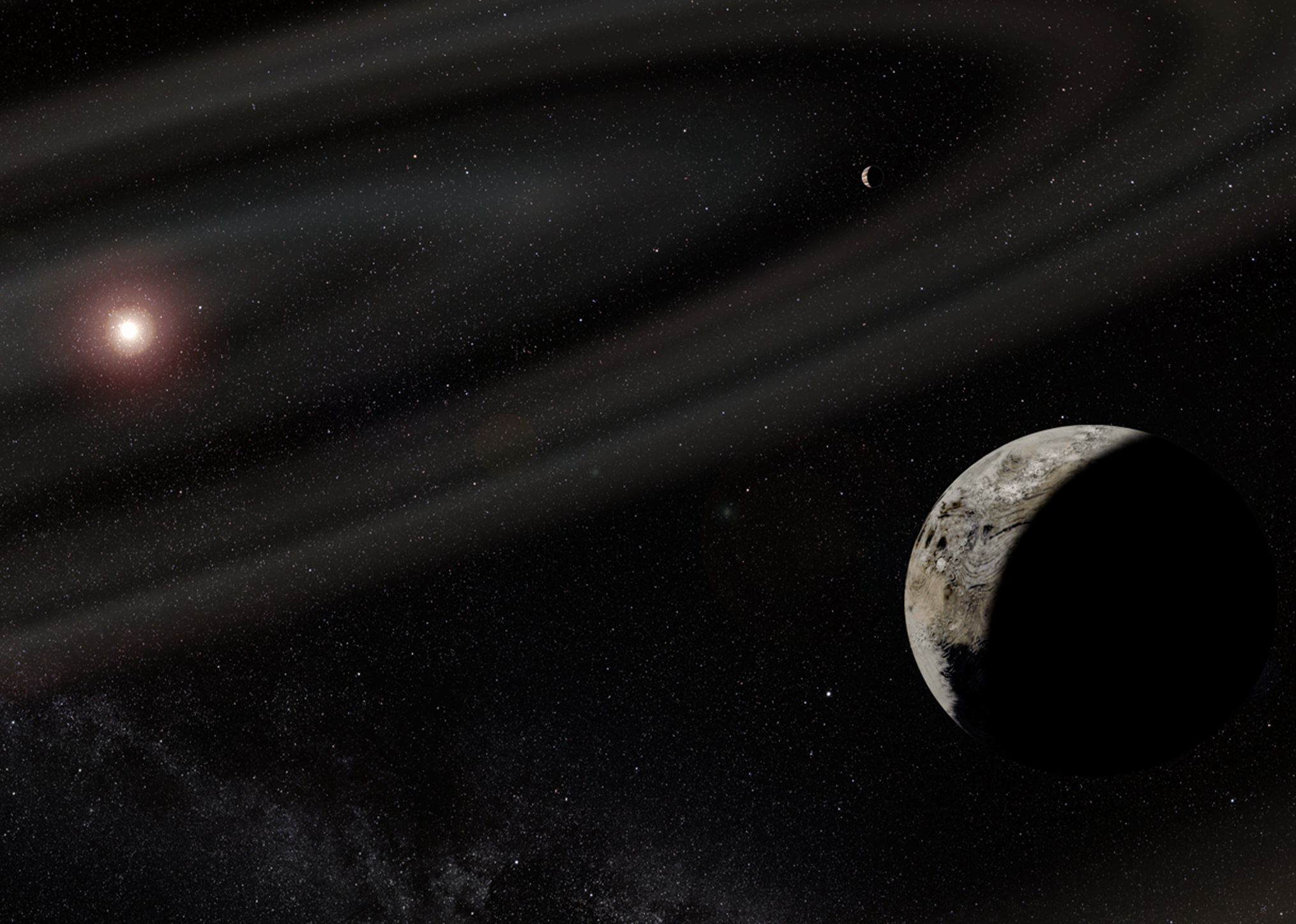
Simulació de la radiació que emet el púlsar PSR B1257+12 cada 6,22 ms i l'exoplaneta Poltergeist que la rep.

El púlsar PSR B1257+12 fa una rotació completa sobre ell mateix cada 6,22 mil·lisegons, equivalent a una velocitat angular de 9.650 rpm, i emet un intens feix de radiació electromagnètica d'alta energia que pot ser detectada als observatoris terrestres. Hom suposa que té una massa d'1,4 M☉ (M☉ = massa del Sol), que és el valor típic per a la majoria dels estels de neutrons i dels púlsars. També es calcula que el radi està només al voltant dels 10 quilòmetres (~0,000 015 R☉, o un 0,0015 % del radi del Sol), també comú per a púlsars i estels de neutrons. És extremadament calent, amb una temperatura de superfície igual o inferior a 28.856 K (uns 30.000 °C). Aquest púlsar es va formar fa cosa d'un a tres mil milions d'anys com a resultat d'un nan blanc transformant-se en una estrella de neutrons de gir ràpid durant el procés de fusió entre dues nanes blanques.

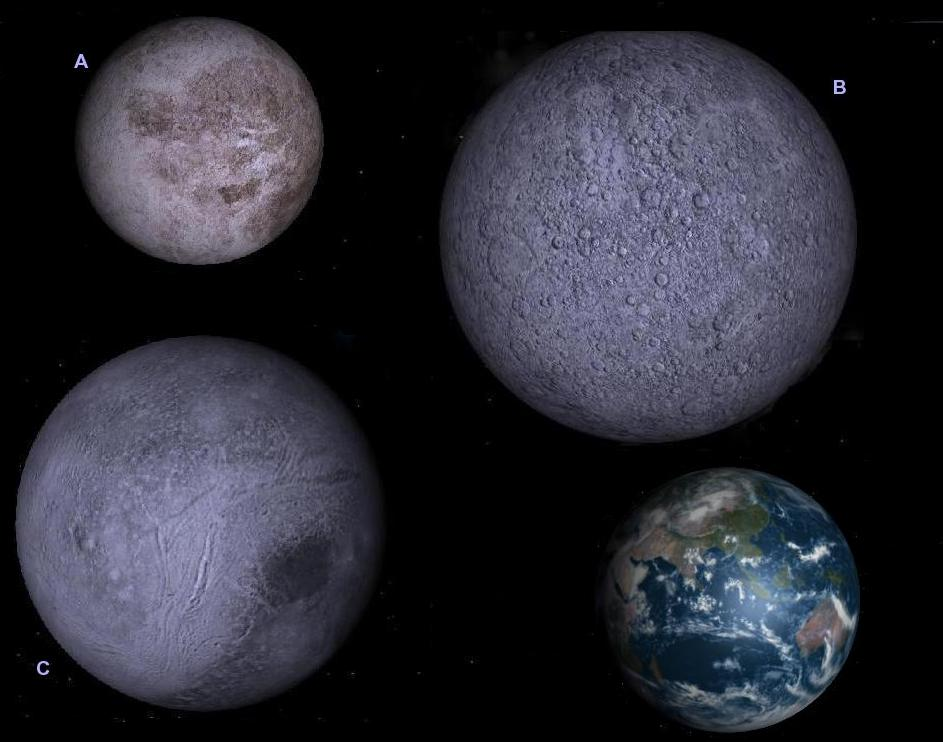
Comparació dels exoplanetes del sistema PSR B1257+12 amb la Terra. Poltergeist és l'exoplaneta B (representacions artístiques).

Els desafortunats exoplanetes d'aquest sistema planetari són banyats amb radiació mortal de raigs X i radiació γ de forma regular, assegurant-se que aquest sistema continua sent inhabitable. Per aquesta raó reberen el nom de Draugr («el que camina després de la mort», és un personatge de la mitologia nòrdica), Poltergeist (fenomen parapsicològic que es manifestaria mitjançant sorolls o moviments d'objectes) i Fobètor (en grec antic Φοβητώρ «el que fa por», fou, segons la mitologia grega, un dels Somnis, els fills d'Hipnos). Aquests noms foren aprovats el 2015 per la IAU (Unió Astronòmica Internacional) a partir d'una proposta del Planetarium Alto Adige/Südtirol d'Itàlia i posterior votació pública.
Els exoplanetes d'aquest sistema reberen el nom científic afegint darrere el nom del púlsar les lletres b, c i d (inicialment A, B i C) ordenant-los segons la distància mitjana al púlsar, a diferència dels planetes extrasolars al voltant d'estrelles normals que s'anomenen segons l'ordre del descobriment.
| Companya (per ordre des de l'estrella) | Massa            | Semieix major (ua) | Període orbital (dies) | Excentricitat     | Inclinació | Radi     |
| -------------------------------------- | ---------------- | ------------------ | ---------------------- | ----------------- | ---------- | -------- |
| A (b / Draugr)                         | 0,020 ± 0,002 M⊕ | 0,19               | 25,262 ± 0,003         | 0,0               | —          | 0,338 R⊕ |
| B (c / Poltergeist)                    | 4,3 ± 0,2 M⊕     | 0,36               | 66,541 9 ± 0,000 1     | 0,018 6 ± 0,000 2 | 53°        | 1,91 R⊕  |
| C (d / Fobètor)                        | 3,9 ± 0,2 M⊕     | 0,46               | 98,211 4 ± 0,000 2     | 0,025 2 ± 0,000 2 | 47°        | 1,8 R⊕   |

## Característiques

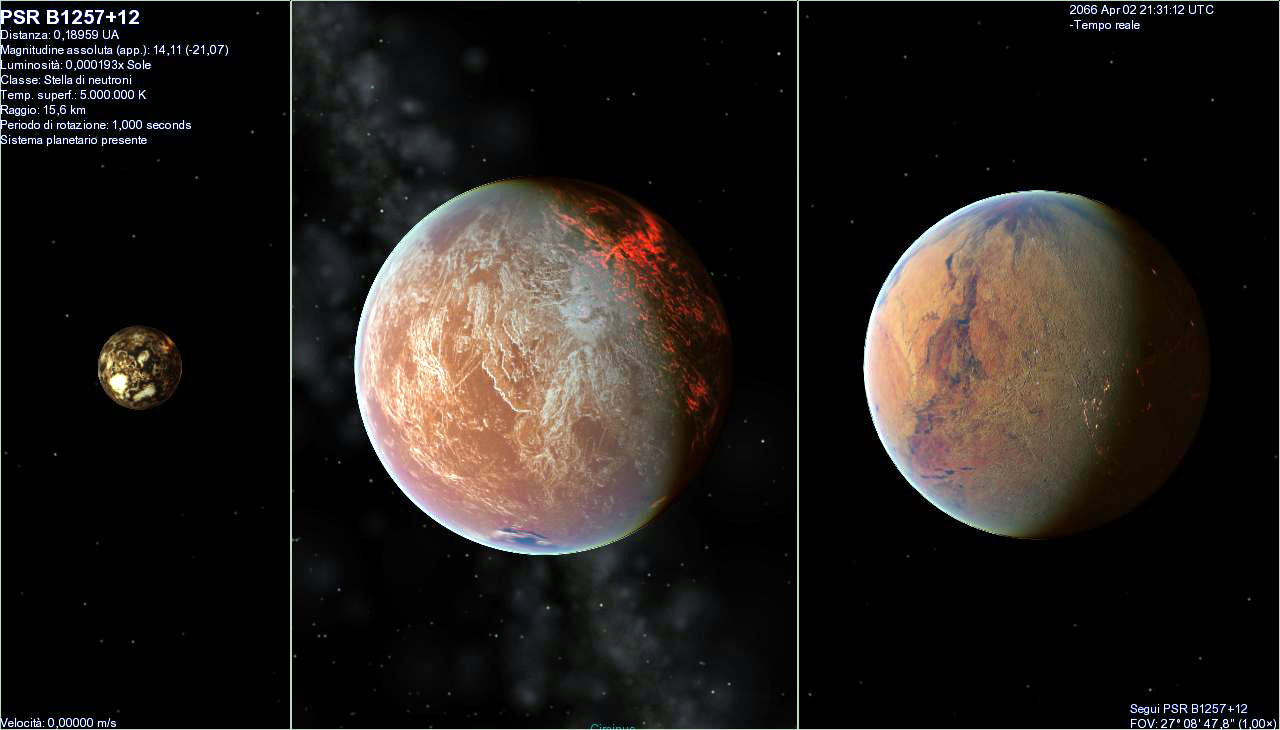
Representació artística dels exoplanetes del sistema Lich o del púlsar PSR B1257+12 (d'esquerra a dreta: Draugr o PSR B1257+12 b, Poltergeist o PSR B1257+12 c i Fobètor o PSR B1257+12 d).

Poltergeist o PSR B1257+12 c és el major i més massiu exoplaneta del sistema Lich. Ocupa la segona posició pel que fa a proximitat al seu púlsar, amb un semieix major de només 0,36 ua (un poc més proper que Mercuri al Sol). Completa una volta en 66,54 dies (Mercuri en 59 dies) seguint una òrbita pràcticament circular (excentricitat de 0,0186). És un exoplaneta rocallós, sense atmosfera, i classificat com a superterra (exoplaneta amb una massa entre una i deu vegades la de la Terra, compost principalment de ferro i roques). El seu radi s'ha estimat a partir de la seva massa i de la densitat mitjana dels planetes rocallosos i podria ser de quasi el doble que el de la Terra (R = 1,91 R{\displaystyle \oplus }). Suposant la massa d'un púlsar estàndard d’1,4 vegades la massa del Sol (M☉), les masses derivades dels planetes Poltergeist i Fobètor són 4,3 ± 0,2 vegades la massa de la Terra (M{\displaystyle \oplus }) i 3,9 ± 0,2 M{\displaystyle \oplus }, respectivament.
Les inclinacions orbitals de Poltergeist i Fobètor s'han calculat en 53° ± 4° i 47° ± 3° (o 127° i 133°), que impliquen que les dues òrbites són gairebé coplanars. Aquest resultat, juntament amb la coneguda ressonància orbital propera a 3:2 entre les òrbites dels dos planetes (98,21 d/66,54 d = 1,48 ≈ 1,5 = 3/2), dona força a la hipòtesi d’un origen en disc protoplanetari del sistema Lich. Per altra banda, aquesta situació en la qual dos cossos celestes que orbiten al voltant d'un tercer exerceixen mútuament una influència gravitatòria periòdica pel fet que els seus períodes orbitals respectius estan en una relació de nombres enters pot derivar en inestabilitat, de manera que després d'un cert temps la condició de ressonància desapareix, o en estabilitat, de manera que la condició de ressonància persisteix. En aquest cas l'estabilitat a llarg termini del sistema està garantida per les masses baixes i semblants a la Terra de Poltergeist i Fobètor.